# Албанське національне відродження
Албанське національне відродження (алб. Rilindja Kombëtare) — назва руху, який призвів до формування національної самосвідомості албанців, і зрештою, до створення сучасного албанського народу.

## Албанія у складі Османської імперії

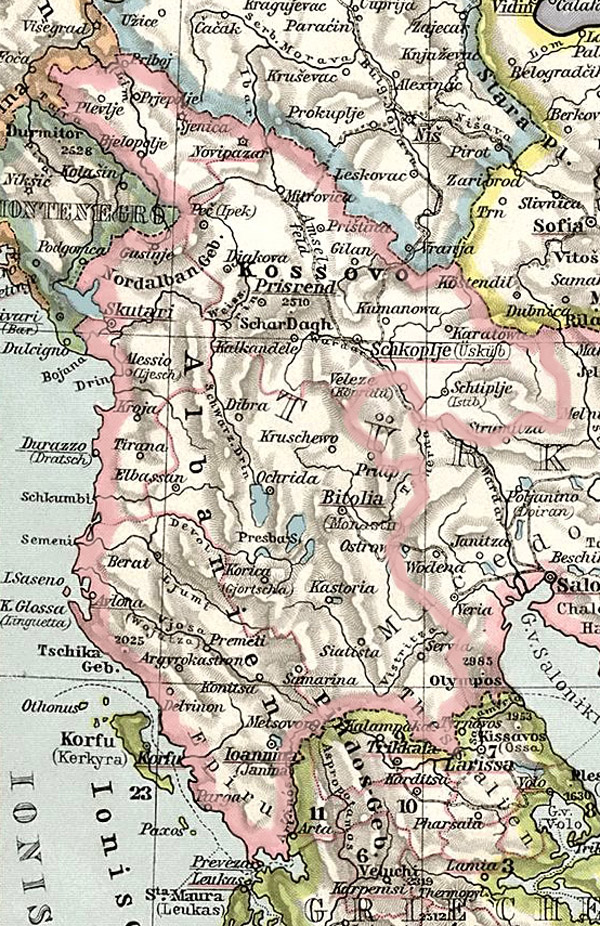
Чотири османських вілайєта (Косово, Шкодер, Манастір і Яніна) на території яких Прізренська ліга хотіла утворити єдиний Албанський вілайєт у 1878 році.

До кінця 1571 турки беруть під повний контроль всю територію сучасної Албанії. Гірська північ Албанії зберегла певну автономію. Влада там належала радам старійшин на чолі з байрактарами — Охоронцями Прапора. В Албанії поступово поширюється іслам.
У складі імперії Албанія володіла достатньою автономією. Землі, населені албанцями, у 1835 були розділені на єйялет Яніна і Румелія, на чолі яких ставилися чиновники зі Стамбула. Пізніше, у 1846 році, були створені пашалики в Монасіирі (до 1877) і Ускібе (до 1863 року). Після 1865 Стамбул повторно розділив албанські землі між вілайєтами Шкодер, Яніна (з 1867), Бітола (Монастір) і Косово (з 1877).
Через те, що більшість албанців були мусульманами, як і турки-османи, впродовж XIX століття в Албанії не було національного руху подібного грецькому, румунському, болгарському чи сербському. Зародження політичного албанського руху можна віднести до 1870-их років.
Після російсько-турецької війни 1877–1878 років, за планом Сан-Стефанського мирного договору землі населені албанцями повинні були бути розділені між Сербією, Чорногорією та Болгарією. Це вселило значну тривогу у багатьох албанців і сприяло албанському національному відродженню.
Навесні 1878, у Стамбулі, албанці, у тому числі Абдюль Фрашері і Абедін Діно створили Албанський Янінський комітет, який виступав за право албанців створити свою автономію у складі Оттоманської імперії. Абдюль написав проект Декларації про автономію Албанії, яка була прийнята під час роботи Прізренської ліги влітку того ж року.

## Початок відродження
У кінці XIX століття албанські інтелектуали почали створювати єдину албанську літературну мову і вимагати її використання у школах. У 1879 році у Стамбулі Самі Фрашері заснував Товариство албанської книги та листа, членами якого були як мусульмани, так і католики з православними. Наїм Фрашері, відомий албанський поет, також приєднався до товариства і писав та редагував книги й підручники албанською мовою.
Після повалення султана Абдул-Гаміда II у липні 1908, з'явилися албанські школи, виникли газети та політичні клуби, особливо на півдні країни. У листопаді 1908, у Монастірі (Бітолі) відбувся національний конгрес, що обговорив питання про національну автономію та єдину албанську абетку на основі латиниці. Прагнучи розширити контроль над горянами, младотурками був прийнятий т.з. закон про банди (1909): заборонялося носіння зброї, вводилося покарання палицями та інше. Такий підхід обурив навіть албанських мусульман.
У порівнянні з іншими балканськими національними рухами, де релігійна ідентичність відігравала велику роль, в албанському національному відродженні не було релігійної складової. Албанці були розділені між чотирма релігійними конгрегаціями (суніти, бекташі, православні й католики). Непомітна релігійність албанців породила відому фразу Пашко Васа Шкодрані, що «справжня релігія албанців — бути албанцями».
У 1909 році в Албанії спалахнуло повстання.

## Повстання
У травні 1909 відбулася каральна експедиція турецьких військ проти албанців у Косові.
У квітні — серпні 1910 турецькими військами по-звірячому придушене Албанське повстання у Косові. Турецька влада оголосила всі албанські національні організації поза законом, закрила албанські школи та друковані видання.
Навесні 1911 албанські націоналісти підготували нове повстання, яке мало охопити всю країну. Програмою повстання стала вимога автономії (т.з. Червона книга). Але албанські національні організації на півночі Албанії були спровоковані на передчасний виступ урядом Чорногорії, який розраховував використовувати повстання у своїх інтересах. Тим часом у південній та центральній Албанії повстання почалося надто пізно. Використавши це, младотурецький уряд підкупом і погрозами схилив частину його керівників до угоди, пообіцявши незначні пільги для албанців (у шкільній освіті, у військовій службі, в оподаткуванні).
У березні 1912 року у північних гірських районах Албанії спалахнуло нове повстання селян, яке згодом поширилось й на південну та центральну Албанію.
8 жовтня 1912 почалася Перша Балканська війна. Війська Чорногорії перетнули чорногорсько-османський кордон в Албанії. У листопаді 1912 року у Бухаресті відбулася нарада албанських емігрантів, які ухвалили рішення про скликання Всеалбанського конгресу й обрання Тимчасового уряду Албанії. У цей же час сербські війська, розбивши турків у Македонії, вступили на територію Албанії та зайняли м. Ельбасан. Грецькі війська висадили десант у місті Вльора.
28 листопада 1912 частини сербського Ібарського загону зайняли Дуррес і за сприяння 1А — Тирану в Албанії. Цього ж дня під Вльорою Всеалбанським конгресом була проголошена декларація незалежності Албанії. Ключовою фігурою у прийнятті декларації був Ісмаїл Кемалі. Він сформував уряд незалежної Албанії 28 листопада 1912. Ісмаїл Кемаль очолював уряд Албанії з 1912 по 1914.